# Мејз (Канзас)
Мејз (енгл. Maize) град је у америчкој савезној држави Канзас.

## Демографија
По попису из 2010. године број становника је 3.420, што је 1.552 (83,1%) становника више него 2000. године.
| Група             | 2000.         | 2010.         |
| Белци             | 1.714 (91,8%) | 2.943 (86,1%) |
| Афроамериканци    | 18 (1,0%)     | 51 (1,5%)     |
| Азијати           | 6 (0,3%)      | 39 (1,1%)     |
| Хиспаноамериканци | 49 (2,6%)     | 254 (7,4%)    |
| Укупно            | 1.868         | 3.420         |